# CLABE
La Clave Bancaria Estandarizada (CLABE) es una norma bancaria para la numeración de las cuentas bancarias en México. Es, desde el 1 de junio del 2004, un requisito para el envío y recepción de transferencias  interbancarias de fondos dentro del país. Tiene un total de 18 dígitos. Es un número único e irrepetible asignado a cada cuenta bancaria (habitualmente de cheques) que garantiza que los recursos enviados a las órdenes de cargo (domiciliación), pago de nómina o a las transferencias electrónicas de fondos interbancarios se apliquen exclusivamente a la cuenta señalada como destino u origen por el cliente. La estandarización de la CLABE la emitió la Asociación de Bancos de México, junto con el Banco de México, y garantiza que las transferencias de fondos interbancarias, los depósitos de nómina o los cargos por servicios automáticos se lleven a cabo por las cantidades correctas.
- 3 dígitos: Código de banco
- 3 dígitos: Código de Plaza
- 11 dígitos: Número de cuenta bancaria
- 1 dígito: Dígito de control

## Código de banco
En México, las instituciones bancarias se identifican a través de un número de tres dígitos, asignado por la ABM. El cuadro siguiente, actualizado al 5 de agosto del 2019, se tomó de la página del portal del Gobierno de México:
| Número ABM | Nombre abreviado                    | Nombre de la institución                                                              | Participa como: |
| ---------- | ----------------------------------- | ------------------------------------------------------------------------------------- | --------------- |
| 002        | BANAMEX                             | Banco Nacional de México, S.A.                                                        | R               |
| 006        | BANCOMEXT                           | Banco Nacional de Comercio Exterior                                                   | ?               |
| 009        | BANOBRAS                            | Banco Nacional de Obras y Servicios Públicos                                          | ?               |
| 012        | BBVA MÉXICO                         | BBVA México, S.A.                                                                     | R               |
| 014        | SANTANDER                           | Banco Santander, S.A.                                                                 | R               |
| 019        | BANJERCITO                          | Banco Nacional del Ejército, Fuerza Aérea y Armada                                    | R               |
| 021        | HSBC                                | HSBC México, S.A.                                                                     | R               |
| 030        | BAJÍO                               | Banco del Bajío, S.A.                                                                 | R               |
| 036        | INBURSA                             | Banco Inbursa, S.A.                                                                   | R               |
| 042        | MIFEL                               | Banca Mifel, S.A.                                                                     | R               |
| 044        | SCOTIABANK                          | Scotiabank Inverlat, S.A.                                                             | R               |
| 058        | BANREGIO                            | Banco Regional de Monterrey, S.A.                                                     | R               |
| 059        | INVEX                               | Banco Invex, S.A.                                                                     | R               |
| 060        | BANSI                               | Bansi, S.A.                                                                           | R               |
| 062        | AFIRME                              | Banca Afirme, S.A.                                                                    | R               |
| 072        | BANORTE                             | Banco Mercantil del Norte, S.A.                                                       | R               |
| 106        | BANK OF AMERICA                     | Bank of America México, S.A.                                                          | RC              |
| 108        | MUFG                                | MUFG Bank México, S.A., Institución de Banca Múltiple Filial                          | RC              |
| 110        | JP MORGAN                           | Banco J.P. Morgan, S.A.                                                               | RC              |
| 112        | BMONEX                              | Banco Monex, S.A.                                                                     | R               |
| 113        | VE POR MAS                          | Banco Ve por Mas, S.A.                                                                | R               |
| 126        | CREDIT SUISSE                       | Banco Credit Suisse (Méxic o), S.A.                                                   | RC              |
| 127        | AZTECA                              | Banco Azteca, S.A.                                                                    | R               |
| 128        | AUTOFIN                             | Banco Autofin México, S.A.                                                            | R               |
| 129        | BARCLAYS                            | Barclays Bank México, S.A.                                                            | RC              |
| 130        | COMPARTAMOS                         | Banco Compartamos, S.A.                                                               | R               |
| 132        | MULTIVA BANCO                       | Banco Multiva, S.A.                                                                   | R               |
| 133        | ACTINVER                            | Banco Actinver, S.A.                                                                  | ?               |
| 135        | NAFIN                               | Nacional Financiera, S.N.C.                                                           | R               |
| 136        | INTERCAM BANCO                      | Intercam Banco, S.A., Institución de Banca Múltiple, Intercam Grupo Financiero        | ?               |
| 137        | BANCOPPEL                           | BanCoppel, S.A.                                                                       | R               |
| 138        | ABC CAPITAL                         | ABC Capital, S.A. I.B.M.                                                              | R               |
| 140        | CONSUBANCO                          | Consubanco, S.A.                                                                      | R               |
| 141        | VOLKSWAGEN                          | Volkswagen Bank S.A. Institución de Banca Múltiple                                    | RC              |
| 143        | CIBanco                             | Consultoría Internacional Banco, S.A.                                                 | R               |
| 145        | BBASE                               | Banco BASE, S.A. de I.B.M.                                                            | R               |
| 147        | BANKAOOL                            | Bankaool, S.A., Institución de Banca Múltiple                                         | R               |
| 148        | PagaTodo                            | Banco PagaTodo S.A., Institución de Banca Múltiple                                    | R               |
| 150        | INMOBILIARIO                        | Banco Inmobiliario Mexicano, S.A., Institución de Banca Múltiple                      | R               |
| 151        | Donde                               |                                                                                       | ?               |
| 152        | BANCREA                             | Banco Bancrea, S.A., Institución de Banca Múltiple                                    | ?               |
| 154        | BANCO COVALTO                       | Banco Covalto, S.A., Institución de Banca Múltiple                                    | ?               |
| 155        | ICBC                                | Industrial and Commercial Bank of China, S.A., Institución de Banca Múltiple          | ?               |
| 156        | SABADELL                            | Banco Sabadell, S.A. I.B.M.                                                           | R               |
| 157        | SHINHAN                             | Banco Shinhan de México, S.A., Institución de Banca Múltiple                          | ?               |
| 158        | MIZUHO BANK                         | Mizuho Bank México, S.A., Institución de Banca Múltiple                               | ?               |
| 159        | BANK OF CHINA                       | Bank of China México, S.A., Institución de Banca Múltiple                             | ?               |
| 160        | BANCO S3                            | Banco S3 Caceis México, S.A., Institución de Banca Múltiple                           | ?               |
| 166        | Banco del Bienestar                 | Banco del Bienestar, Sociedad Nacional de Crédito, Institución de Banca de Desarrollo | ?               |
| 168        | HIPOTECARIA FEDERAL                 | Sociedad Hipotecaria Federal, S.N.C.                                                  | RC              |
| 600        | MONEXCB                             | Monex Casa de Bolsa, S.A. de C.V.                                                     | RC              |
| 601        | GBM                                 | GBM Grupo Bursátil Mexicano, S.A. de C.V.                                             | RC              |
| 602        | MASARI CB                           | Masari Casa de Bolsa, S.A.                                                            | RC              |
| 605        | VALUÉ                               | Valué, S.A. de C.V., Casa de Bolsa                                                    | RC              |
| 608        | VECTOR                              | Vector Casa de Bolsa, S.A. de C.V.                                                    | RC              |
| 610        | B&B                                 | B y B Casa de Cambio, S.A. de C.V.                                                    | ?               |
| 613        | MULTIVA CBOLSA                      | Banco Multiva, S.A. Institución de Banca Múltiple, Grupo Financiero Multiva           | ?               |
| 616        | FINAMEX                             | Casa de Bolsa Finamex, S.A. de C.V.                                                   | RC              |
| 617        | VALMEX                              | Valores Mexicanos Casa de Bolsa, S.A. de C.V.                                         | RC              |
| 618        | ÚNICA                               | Única Casa de Cambio, S.A. de C.V.                                                    | RC              |
| 619        | MAPFRE                              | MAPFRE Tepeyac S.A.                                                                   | RC              |
| 620        | PROFUTURO                           | Profuturo G.N.P., S.A. de C.V.                                                        | RC              |
| 621        | CB ACTINBER                         | Actinver Casa de Bolsa, S.A. de C.V.                                                  | RC              |
| 622        | OACTIN                              | OPERADORA ACTINVER, S.A. DE C.V.                                                      | RC              |
| 623        | SKANDIA                             | Skandia Vida S.A. de C.V.                                                             | RC              |
| 626        | CBDEUTSCHE                          | Deutsche Securities, S.A. de C.V.                                                     | ?               |
| 627        | ZURICH                              | Zúrich Compañía de Seguros, S.A.                                                      | RC              |
| 628        | ZURICHVI                            | Zúrich Vida, Compañía de Seguros, S.A.                                                | RC              |
| 629        | SU CASITA                           | Hipotecaria su Casita, S.A. de C.V.                                                   | RC              |
| 630        | C.B. INTERCAM                       | Intercam Casa de Bolsa, S.A. de C.V.                                                  | RC              |
| 631        | C.I. BOLSA                          | CI Casa de Bolsa, S.A. de C.V.                                                        | RC              |
| 632        | BULLTICK C.B.                       | Bulltick Casa de Bolsa, S.A. de C.V.                                                  | RC              |
| 633        | STERLING                            | Sterling Casa de Cambio, S.A. de C.V.                                                 | RC              |
| 634        | FINCOMUN                            | Fincomún, Servicios Financieros Comunitarios, S.A. de C.V.                            | RC              |
| 636        | HDI SEGUROS                         | HDI Seguros, S.A. de C.V.                                                             | ?               |
| 637        | ORDER                               | OrderExpress Casa de Cambio , S.A. de C.V. AAC                                        | RC              |
| 638        | AKALA                               | Akala, S.A. de C.V., Sociedad Financiera Popular                                      | RC              |
| 640        | C.B. JP MORGAN                      | J.P. Morgan Casa de Bolsa, S.A. de C.V.                                               | RC              |
| 642        | REFORMA                             | Operadora de Recursos Reforma, S.A. de C.V.                                           | ?               |
| 646        | STP                                 | Sistema de Transferencias y Pagos STP, S.A. de C.V., SOFOM E.N.R.                     | RC              |
| 647        | TELECOMM                            | Telecomunicaciones de México                                                          | ?               |
| 648        | EVERCORE                            | Evercore Casa de Bolsa, S.A. de C.V.                                                  | ?               |
| 649        | SKANDIA                             | Skandia Operadora S.A. de C.V.                                                        | RC              |
| 651        | SEGMTY                              | Seguros Monterrey New York Life, S.A de C.V.                                          | ?               |
| 652        | ASEA                                | Solución Asea, S.A. de C.V., Sociedad Financiera Popular                              | ?               |
| 653        | KUSPIT                              | Kuspit Casa de Bolsa, S.A. de C.V.                                                    | ?               |
| 655        | SOFIEXPRESS                         | J.P. SOFIEXPRESS, S.A. de C.V., S.F.P.                                                | ?               |
| 656        | UNAGRA                              | UNAGRA, S.A. de C.V., S.F.P.                                                          | ?               |
| 659        | OPCIONES EMPRESARIALES DEL NOROESTE | Opciones Empresariales Del Noreste, S.A. DE C.V.                                      | ?               |
| 670        | LIBERTAD                            | Libertad Servicios Financieros, S.A. De C.V.                                          | ?               |
| 674        | AXA                                 | AXA Seguros, S.A. De C.V.                                                             | ?               |
| 677        | CAJA POP MEXICA                     | Caja Popular Mexicana, S.C. de A.P. de R.L. De C.V.                                   | ?               |
| 679        | FND                                 | Financiera Nacional De Desarrollo Agropecuario, Rural, F y P.                         | ?               |
| 684        | TRANSFER                            | Operadora De Pagos Móviles De México, S.A. De C.V.                                    | ?               |
| 722        | MERCADO PAGO W                      | MERCADO LIBRE, S.A. De C.V.                                                           | ?               |
| 901        | CLS                                 | CLS Bank International                                                                | RC              |
| 902        | INDEVAL                             | SD. INDEVAL, S.A. de C.V.                                                             | RC              |
| 999        | N/A                                 | N/A                                                                                   | N/A             |

R = Participa como RDFI
RC = No ofrece servicios bancarios a personas físicas. Los pagos a estas instituciones son sólo para fines comerciales

## Código de plaza
El código de plaza es una clave de tres dígitos que es información interna, específica para cada banco, y se puede interpretar como la localización geográfica (ciudad o población) de la sucursal bancaria donde el cliente abre la cuenta o donde realiza la operación; es la misma para todas las sucursales en la región donde el cliente mantiene su cuenta.
| Plaza | Nombre                     | Plaza | Nombre                    | Plaza | Nombre:                  |
| ----- | -------------------------- | ----- | ------------------------- | ----- | ------------------------ |
| 010   | Aguascalientes             | 314   | Zimapán                   | 640   | Zimatlán                 |
| 012   | Calvillo                   | 320   | El Salto                  | 650   | Cholula                  |
| 014   | Jesús María                | 320   | Guadalajara               | 650   | La Resurrección          |
| 020   | Mexicali                   | 320   | San Pedro Tlaquepaque     | 650   | Puebla                   |
| 022   | Ensenada                   | 320   | Tlajomulco                | 650   | San Baltazar Campeche    |
| 027   | Tecate                     | 320   | Tonala                    | 652   | Acatzingo                |
| 027   | Tijuana                    | 320   | Zapopan                   | 654   | Atlixco                  |
| 028   | La Mesa                    | 326   | Ameca                     | 656   | Cuetzalan                |
| 028   | Rosarito                   | 327   | Arandas                   | 659   | Huauchinango             |
| 028   | Tijuana                    | 330   | Atotonilco el Alto        | 662   | Izúcar de Matamoros      |
| 040   | La Paz                     | 331   | Atequiza                  | 667   | San Martín Texmelucan    |
| 041   | Cabo San Lucas             | 333   | Autlán                    | 668   | San Felipe Hueyotlipan   |
| 042   | Ciudad Constitución        | 340   | Casimiro Castillo         | 669   | Tecamachalco             |
| 043   | Guerrero Negro             | 341   | Cihuatlán                 | 670   | Tehuacán                 |
| 045   | San José del Cabo          | 342   | Ciudad Guzmán             | 671   | San Lorenzo              |
| 046   | Santa Rosalía              | 346   | Chapala                   | 672   | Teziutlán                |
| 050   | Campeche                   | 348   | El Grullo                 | 674   | Xicotepec de Juárez      |
| 051   | Calkiní                    | 355   | Ixtlahuacán del Río       | 676   | Zacatlán                 |
| 052   | Ciudad del Carmen          | 356   | Jalostotitlán             | 680   | Pedro Escobedo           |
| 053   | Champotón                  | 357   | Jamay                     | 680   | Querétaro                |
| 060   | Gómez Palacio              | 361   | La Barca                  | 680   | Villa Corregidora        |
| 060   | Torreón                    | 362   | Lagos de Moreno           | 681   | Amealco                  |
| 062   | Ciudad Acuña               | 370   | Ocotlán                   | 685   | San Juan del Río         |
| 068   | Monclova                   | 373   | Pihuamo                   | 686   | Tequisquiapan            |
| 071   | Nava                       | 375   | Las Juntas                | 690   | Chetumal                 |
| 072   | Nueva Rosita               | 375   | Nuevo Vallarta            | 691   | Cancún                   |
| 074   | Parras de la Fuente        | 375   | Pitillal                  | 691   | Col. Puerto Juárez       |
| 075   | Piedras Negras             | 375   | Puerto Vallarta           | 692   | Cozumel                  |
| 076   | Ramos Arizpe               | 381   | San Juan de los Lagos     | 694   | Playa del Carmen         |
| 077   | Sabinas                    | 384   | San Miguel el Alto        | 700   | San Luis Potosí          |
| 078   | Saltillo                   | 385   | San Patricio Melaque      | 703   | Cerritos                 |
| 080   | San Pedro de las Colonias  | 386   | Sayula                    | 705   | Ciudad Valles            |
| 090   | Colima                     | 387   | Tala                      | 709   | Matehuala                |
| 095   | Manzanillo                 | 389   | Tamazula de Gordiano      | 711   | Río Verde                |
| 097   | Tecomán                    | 391   | Tecalitlán                | 716   | Tamuín                   |
| 100   | Terán                      | 396   | Tepatitlán                | 730   | Culiacán                 |
| 100   | Tuxtla Gutiérrez           | 397   | Tequila                   | 735   | Concordia                |
| 103   | Arriaga                    | 403   | Tototlán                  | 736   | Cosala                   |
| 107   | Cintalapa                  | 404   | Túxpam                    | 737   | Choix                    |
| 109   | Comitán                    | 411   | Villa Hidalgo             | 738   | El Fuerte                |
| 109   | Villa Las Rosas            | 413   | Zacoalco de Torres        | 739   | Escuinapa                |
| 111   | Chiapa de Corso            | 414   | Zapotiltic                | 740   | Guamúchil                |
| 113   | F. Comalapa                | 416   | Zapotlanejo               | 741   | Guasave                  |
| 114   | Huixtla                    | 420   | Toluca                    | 743   | Los Mochis               |
| 123   | Ocosingo                   | 421   | Acambay                   | 743   | Topolobampo              |
| 124   | Ocozocuautla               | 422   | Almoloya de Juárez        | 744   | Mazatlán                 |
| 125   | Palenque                   | 424   | Amecameca                 | 745   | Mocorito                 |
| 126   | Pichucalco                 | 425   | Apaxco                    | 746   | Navolato                 |
| 127   | Pijijiapan                 | 426   | Atlacomulco               | 760   | Hermosillo               |
| 128   | Reforma                    | 428   | Coatepec de Harinas       | 761   | Agua Prieta              |
| 130   | San Cristóbal de las Casas | 430   | Chicoloapan               | 765   | Caborca                  |
| 131   | Simojovel                  | 431   | Chiconcuac                | 766   | Cananea                  |
| 133   | Tapachula                  | 432   | El Oro                    | 767   | Ciudad Obregón           |
| 135   | Tonala                     | 433   | Ixtapan de la Sal         | 767   | Esperanza                |
| 137   | Venustiano Carranza        | 434   | Ixtlahuaca                | 769   | Empalme                  |
| 138   | Villa Flores               | 435   | Jilotepec                 | 770   | Guaymas                  |
| 140   | Yajalón                    | 438   | Lerma                     | 770   | San Carlos               |
| 150   | Chihuahua                  | 441   | Metepec                   | 771   | Huatabampo               |
| 150   | Ciudad Delicias            | 443   | Otumba                    | 773   | Magdalena                |
| 152   | Ciudad Anáhuac             | 445   | San Mateo Atenco          | 776   | Nacozari de García       |
| 155   | Ciudad Camargo             | 446   | Tejupilco                 | 777   | Navojoa                  |
| 158   | Ciudad Cuauhtémoc          | 448   | Temascaltepec             | 778   | Nogales                  |
| 161   | Ciudad Guerrero            | 449   | Temoaya                   | 779   | Puerto Peñasco           |
| 162   | Parral                     | 450   | Tenancingo                | 780   | San Luis Río Colorado    |
| 163   | Ciudad Jiménez             | 451   | Tenago del Valle          | 790   | Tamulte                  |
| 164   | Ciudad Juárez              | 453   | Santiago Tiangistenco     | 790   | Villa Hermosa            |
| 165   | Ciudad Madera              | 455   | Tultepec                  | 792   | Cárdenas                 |
| 167   | El Molino de Namiquipa     | 456   | Tultitlán                 | 793   | Ciudad Pemex             |
| 168   | Nuevo Casas Grandes        | 457   | Valle de Bravo            | 794   | Comalcalco               |
| 180   | Atizapan                   | 460   | Villa Nicolás Romero      | 796   | Emiliano Zapata          |
| 180   | Chalco                     | 463   | Zumpango                  | 797   | Frontera                 |
| 180   | Ciudad de México           | 470   | Morelia                   | 798   | Huimanguillo             |
| 180   | Coacalco                   | 472   | Aguililla                 | 800   | Jalpa de Méndez          |
| 180   | Cuautitlán                 | 476   | Apatzingán                | 802   | Macuspana                |
| 180   | Cuautitlán Izcalli         | 480   | Ciudad Hidalgo            | 803   | Nacajuca                 |
| 180   | Ecatepec                   | 483   | Cotija                    | 804   | Paraíso                  |
| 180   | Huehuetoca                 | 484   | Cuitzeo                   | 805   | Tacotalpa                |
| 180   | Huixquilucan               | 492   | Huetamo                   | 806   | Teapa                    |
| 180   | Ixtapaluca                 | 493   | Jacona                    | 807   | Tenosique                |
| 180   | Los Reyes La Paz           | 494   | Jiquilpan                 | 810   | Ciudad Victoria          |
| 180   | Naucalpan                  | 496   | La Piedad                 | 811   | Altamira                 |
| 180   | Nezahualcóyotl             | 497   | Lázaro Cárdenas           | 813   | Ciudad Madero            |
| 180   | Tecamac                    | 498   | Los Reyes                 | 813   | Tampico                  |
| 180   | Teotihuacán                | 499   | Maravatío                 | 814   | Ciudad Mante             |
| 180   | Texcoco                    | 501   | Nueva Italia              | 818   | Matamoros                |
| 180   | Tlalnepantla               | 506   | Pátzcuaro                 | 821   | Colombia                 |
| 190   | Durango                    | 508   | Purépero                  | 821   | Nuevo Laredo             |
| 201   | Tepehuanes                 | 509   | Puruandiro                | 822   | Reynosa                  |
| 202   | Vicente Guerrero           | 512   | Sahuayo                   | 823   | Río Bravo                |
| 210   | Guanajuato                 | 515   | Tacámbaro                 | 825   | Soto La Marina           |
| 211   | Abasolo                    | 517   | Tangancícuaro             | 826   | Valle Hermoso            |
| 212   | Acámbaro                   | 519   | Tepalcatepec              | 830   | Tlaxcala                 |
| 213   | Apaseo el Alto             | 523   | Tlazazalca                | 832   | Apizaco                  |
| 214   | Apaseo el Grande           | 528   | Uruapan                   | 834   | Santa Ana Chiautempan    |
| 215   | Celaya                     | 533   | Yurécuaro                 | 840   | Jalapa                   |
| 216   | Comonfort                  | 534   | Zacapu                    | 841   | Acayucan                 |
| 217   | Coroneo                    | 535   | Zamora                    | 843   | Agua Dulce               |
| 218   | Cortazar                   | 536   | Zinapécuaro               | 845   | Álamo                    |
| 219   | Cuerámaro                  | 537   | Zitácuaro                 | 846   | Altotonga                |
| 220   | Dolores Hidalgo            | 540   | Cuernavaca                | 848   | Banderilla               |
| 222   | Irapuato                   | 542   | Cuautla                   | 849   | Boca del Río             |
| 223   | Jaral del Progreso         | 542   | Oaxtepec, Morelos         | 852   | Ciudad Mendoza           |
| 224   | Jerécuaro                  | 543   | Jiutepec                  | 853   | Coatepec                 |
| 225   | León                       | 544   | Jojutla                   | 854   | Coatzacoalcos            |
| 226   | Cd. Manuel Doblado         | 545   | Puente de Ixtla           | 855   | Córdoba                  |
| 227   | Moroleón                   | 546   | Temixco                   | 856   | Cosamaloapan             |
| 229   | Pénjamo                    | 548   | Tetecala                  | 860   | Cuitláhuac               |
| 232   | Romita                     | 549   | Yautepec                  | 863   | Fortín de las Flores     |
| 233   | Salamanca                  | 552   | Zacatepec                 | 864   | Gutiérrez Zamora         |
| 234   | Salvatierra                | 560   | Tepic                     | 865   | Huatusco                 |
| 236   | San Felipe                 | 561   | Acaponeta                 | 867   | Isla                     |
| 237   | Purísima de Bustos         | 562   | Ahuacatlán                | 868   | Ixtaczoquitlán           |
| 237   | San Francisco del Rincoón  | 564   | Compostela                | 869   | Jáltipan                 |
| 238   | San José Iturbide          | 566   | Ixtlán del Río            | 871   | Juan Rodríguez Clara     |
| 239   | San Luis de la Paz         | 571   | San Blas                  | 872   | Villa José Cardel        |
| 240   | San Miguel Allende         | 573   | Santiago Ixcuintla        | 873   | Las Choapas              |
| 244   | Silao                      | 575   | Túxpam                    | 875   | Naranjos                 |
| 247   | Uriangato                  | 580   | Apodaca                   | 876   | Martínez de la Torre     |
| 248   | Valle de Santiago          | 580   | Cadereyta                 | 877   | Minatitlán               |
| 249   | Yuriria                    | 580   | Cd. Guadalupe             | 878   | Misantla                 |
| 260   | Chilpancingo               | 580   | General Escobedo          | 879   | Nanchital                |
| 261   | Acapulco                   | 580   | Monterrey                 | 882   | Orizaba                  |
| 263   | Arcelia                    | 580   | San Nicolás de los Garza  | 885   | Papantla                 |
| 264   | Atoyac de Álvarez          | 580   | San Pedro Garza García    | 886   | Perote                   |
| 266   | Ciudad Altamirano          | 580   | Santa Catarina            | 888   | Poza Rica                |
| 267   | Coyuca de Benítez          | 583   | Allende                   | 889   | Río Blanco               |
| 270   | Chilapa                    | 592   | General Zuazua            | 890   | San Andrés Tuxtla        |
| 271   | Huitzuco                   | 595   | Linares                   | 891   | San Rafael               |
| 272   | Iguala                     | 597   | Montemorelos              | 894   | Platón Sánchez           |
| 272   | La Sabana                  | 599   | Sabinas Hidalgo           | 894   | Tantoyuca                |
| 274   | Cuajinicuilapa             | 600   | Salinas Victoria          | 895   | Tempoal                  |
| 274   | Ometepec                   | 601   | El Cercado                | 898   | Tierra Blanca            |
| 275   | San Marcos                 | 601   | Villa de Santiago         | 901   | Tlapacoyan               |
| 276   | Taxco                      | 610   | Oaxaca                    | 903   | Túxpam de Rodríguez Cano |
| 278   | Teloloapan                 | 613   | Tlaxiaco                  | 905   | Cd. Industrial Framboyan |
| 281   | Tlapa                      | 614   | Huajuapan de León         | 905   | Veracruz                 |
| 282   | Ixtapa Zihuatanejo         | 616   | Ixtepec                   | 910   | Mérida                   |
| 282   | Zihuatanejo                | 617   | Juchitán                  | 913   | Motul                    |
| 290   | Pachuca                    | 619   | Loma Bonita               | 914   | Oxkutzcab                |
| 291   | Actopan                    | 620   | Matías Romero             | 915   | Progreso                 |
| 292   | Apam                       | 621   | Miahuatlán                | 917   | Ticul                    |
| 293   | Atotonilco el Grande       | 622   | Ocotlán                   | 918   | Tizimín                  |
| 294   | Ciudad Sahagún             | 624   | Puerto Escondido          | 920   | Valladolid               |
| 294   | Teocaltiche                | 626   | Salina Cruz               | 930   | Zacatecas                |
| 295   | Cuautepec                  | 627   | Lagunas                   | 933   | Fresnillo                |
| 296   | Huejutla                   | 628   | Tuxtepec                  | 934   | Guadalupe                |
| 297   | Huichapan                  | 630   | Pochutla                  | 935   | Jalpa                    |
| 298   | Ixmiquilpan                | 631   | San Pedro Tapanatepec     | 936   | Jerez de G. Salinas      |
| 303   | Progreso de Obregón        | 632   | Santa Lucía del Camino, O | 938   | Juchipila                |
| 305   | Tepeapulco                 | 634   | Bahías de Huatulco        | 939   | Loreto                   |
| 308   | Tizayuca                   | 635   | Santiago Juxtlahuaca      | 946   | Nochistlán               |
| 311   | Tula de Allende            | 636   | Pinotepa Nacional         | 958   | Valparaíso               |
| 312   | Tulancingo                 | 637   | Tehuantepec               | 960   | Calera de V. Rosales     |
| 313   | Zacualtipán                | 638   | Tlacolula                 |       |                          |

## Dígito control
El dígito control se calcula con la operación 10 menos el módulo 10 de la suma del módulo 10 de los productos de los primeros 17 dígitos por su factor de peso.
Los primeros 17 dígitos de la CLABE son: la clave del banco, la clave de la sucursal y el número de cuenta.
Antes debe obtener el factor de peso que siempre será de forma fija la secuencia: 3, 7, 1, 3, 7, 1, 3, 7, 1, 3, 7, 1, 3, 7, 1, 3 y 7.
El factor de peso se calculó de esta forma (por si es de su interés): se sacan las posiciones de los 17 dígitos de izquierda a derecha iniciando desde cero (es decir 0, 1, 2, 3, 4, 5, 6, 7, 8, 9, 10, 11, 12, 13, 14, 15, 16) y posteriormente a cada posición le aplica la operación % 3 (módulo de 3, que no es más que el residuo entero de dividir la posición entre 3), luego el resultado debe ser sustituido con:
- 3 si es el resultado fue 0.
- 7 si es el resultado fue 1.
- 1 si es el resultado fue 2.

El método de cálculo del dígito de control es el siguiente:
- Cada dígito se multiplica por su factor de peso correspondiente.
- Tome el último dígito del resultado de la multiplicación.
- Sume todos los dígitos.
- Tome el último dígito de la sumatoria.
- A 10 reste el dígito.
- Tome el último dígito de la resta y tendrá el dígito control resultante.

Así, por ejemplo:
|                                | Banco                              | Banco | Banco | Plaza | Plaza | Plaza | Número de cuenta | Número de cuenta | Número de cuenta | Número de cuenta | Número de cuenta | Número de cuenta | Número de cuenta | Número de cuenta | Número de cuenta | Número de cuenta | Número de cuenta |
| ------------------------------ | ---------------------------------- | ----- | ----- | ----- | ----- | ----- | ---------------- | ---------------- | ---------------- | ---------------- | ---------------- | ---------------- | ---------------- | ---------------- | ---------------- | ---------------- | ---------------- |
| 17 dígitos CLABE               | 0                                  | 3     | 2     | 1     | 8     | 0     | 0                | 0                | 0                | 1                | 1                | 8                | 3                | 5                | 9                | 7                | 1                |
|                                | ×                                  |       |       |       |       |       |                  |                  |                  |                  |                  |                  |                  |                  |                  |                  |                  |
| Factor de peso                 | 3                                  | 7     | 1     | 3     | 7     | 1     | 3                | 7                | 1                | 3                | 7                | 1                | 3                | 7                | 1                | 3                | 7                |
|                                | =                                  |       |       |       |       |       |                  |                  |                  |                  |                  |                  |                  |                  |                  |                  |                  |
| Producto                       | 0                                  | 21    | 2     | 3     | 56    | 0     | 0                | 0                | 0                | 3                | 7                | 8                | 9                | 35               | 9                | 21               | 7                |
| Último dígito del producto     | 0                                  | 1     | 2     | 3     | 6     | 0     | 0                | 0                | 0                | 3                | 7                | 8                | 9                | 5                | 9                | 1                | 7                |
|                                | {\displaystyle \sum _{k=1}^{17}} = |       |       |       |       |       |                  |                  |                  |                  |                  |                  |                  |                  |                  |                  |                  |
| Sumatoria de todos los dígitos | 61                                 | 61    | 61    | 61    | 61    | 61    | 61               | 61               | 61               | 61               | 61               | 61               | 61               | 61               | 61               | 61               | 61               |
| Último dígito de la sumatoria  | 1                                  | 1     | 1     | 1     | 1     | 1     | 1                | 1                | 1                | 1                | 1                | 1                | 1                | 1                | 1                | 1                | 1                |
| 10 menos el dígito             | 9                                  | 9     | 9     | 9     | 9     | 9     | 9                | 9                | 9                | 9                | 9                | 9                | 9                | 9                | 9                | 9                | 9                |
| Último dígito de la resta      | 9                                  | 9     | 9     | 9     | 9     | 9     | 9                | 9                | 9                | 9                | 9                | 9                | 9                | 9                | 9                | 9                | 9                |

Nota: una forma de obtener el último dígito de cualquier número es con la operación informática % 10 (módulo de 10), que no es más que el residuo entero de dividir entre 10 .
Así, la CLABE completa será: 032180000118359719